# Черикавски рејон
Черикавски рејон (блр. Чэрыкаўскі раён; рус. Че́риковский райо́н) је административна јединица другог нивоа у источном делу Могиљовске области у Републици Белорусији. 
Административни центар рејона је град Черикав.

## Географија
Черикавски рејон обухвата територију површине 1.020,20 км² и на 17. је месту по величини у Могиљовској области. Граничи се са 6 других рејона Могиљовске области: Чавуским, Славгарадским, Краснапољским, Климавичким, Кричавским и Мисциславским.
Најважнији водоток у рејону је река Сож са својим притокама.

## Историја
Рејон је основан 17. јула 1924. године.

## Демографија
Према резултатима пописа из 2009. на том подручју стално је било насељено 14.875 становника или у просеку 14,55 ст/км².
Основу популације чине Белоруси (94,21%), Руси (4,51%) и остали (1,28%).
Административно рејон је подељен на подручје града Черикава, који је уједно и административни центар рејона, и на још 5 сеоских општина. На целој територији рејона постоји укупно 121 насељено место.

## Саобраћај
Најважнији саобраћајни правци који пролазе преко територије овог рејона су железничка пруга Могиљов—Кричав и друмски правци Кричав—Рагачов и Могиљов—Черикав.